# ウゴツール
ウゴツールは、D.IKUSHIMAによって製作されフリーウェアとして公開されたWindows用のペイントソフト。フジテレビの番組『ウゴウゴルーガ』に登場したような、振動して見える文字や線画を作成するソフトである。ベクターにおいて2005年1月15日に公開された。2005年窓の杜大賞では、読者投票により247票を獲得し銀賞を受賞している。

## 概要
フジテレビ系列局などで放送された子供向けバラエティ番組『ウゴウゴルーガ』において、コーナータイトルなどに使用された「震える文字」と同じようなものを作るためのソフトウェアである。マウスで描いた線画の始点・終点・屈曲点を一定間隔で変更することにより振動を表現している。作成したオブジェクトはUGMのバイナリ形式で保存可能であり、アニメーションGIFとして出力することでウェブサイトに掲示できる。

## 評価と影響
窓の杜の記事では、味のあるGIFアニメーションを「絵やパソコンに詳しくない人」でも作ることができることから、様々なブログや電子掲示板において利用されているとしている。
朝日新聞のコーナー「ソフ得」において鐸木能光は、「使い方はいたって簡単」で「ふにゃふにゃのアニメーションロゴをあっという間に作れるというすばらしいソフト」であると評している。
NHK教育テレビの番組『趣味悠々』では、2006年8月22日に放送された「中高年のためのパソコン講座」において紹介され、テキストである『もっと楽しめる!パソコンライフ』（ISBN 978-4-14-188429-3）にも記事が掲載された。
日経xTECHの記事では、「動きがある目を引く素材を作成するのはもちろんだが、お絵描きツールとしてもなかなか楽しくていい感じ」と評されており、「動きがある、というのは、まるで自分が描いた文字や絵に生命が吹き込まれたようで興味深い」ともされている。
2015年に放送されたテレビアニメ『ちょぼらうにょぽみ劇場-新章- 不思議なソメラちゃん』では、エンディングの「ノーギャラ絵描き唄」においてウゴツールが使用されている。